# Dekanat Graz-Nord
Das Dekanat Graz-Nord war ein Dekanat in der Stadtkirche Graz der römisch-katholischen Diözese Graz-Seckau. Es umfasste
8 Kirchengemeinden:
- Pfarrei Graz-Andritz (stadtnahe Teile von XII. Andritz)
- Pfarrei Graz-Christus der Salvator (murnahe Teile von III. Geidorf)
- Pfarrverband Graz-Gösting – Thal
  - Pfarrei Graz-Gösting (stadtferne Teile von XIII. Gösting)
  - Pfarrei Thal (Gemeinde Thal westlich Graz)
- Pfarrei Graz-Graben (stadtnahe Teile von III. Geidorf)
- Pfarrei Graz-Kalvarienberg (Nordteile von IV. Lend und südliche Teile von XIII. Gösting)
- Pfarrei Graz-Schmerzhafte Mutter (südöstliche Teile von IV. Lend)
- Pfarrei Graz-St. Veit (XII. Andritz-St. Veit, Teile von Stattegg nördlich Graz)

sowie die im Einzugsbereich dieser Pfarren gelegenen Ordensniederlassungen.
Letzter Dechant war Gerhard Platzer, Pfarrer von Graz-St. Veit, Dechant-Stellvertreter Harald Janser, Pfarrer in Graz-Andritz.
Das Dekanat wurde mit 30. August 2012 aufgelöst. Die Pfarren Graz-Gösting, Thal, Graz-Kalvarienberg und Graz-Schmerzhafte Mutter wurden mit 1. September dem Dekanat Graz-West zugeordnet, die Pfarren Graz-Andritz, Graz-Christus der Salvator, Graz-Graben und Graz-St. Veit dem Dekanat Graz-Ost.